# Umowa zlecenia
Umowa zlecenia (pot. umowa-zlecenie) – umowa cywilnoprawna uregulowana w polskim Kodeksie cywilnym (art. 734–751). Przedmiotem umowy zlecenia jest zobowiązanie jednej osoby (zleceniobiorcy) do wykonania określonej czynności prawnej (np. usługi) dla innego podmiotu (zleceniodawcy), na warunkach określonych w umowie.

## Strony umowy
Stronami umowy zlecenia mogą być dowolne osoby fizyczne lub osoby prawne (pod warunkiem posiadania zdolności do czynności prawnych). Strony umowy zlecenia tradycyjnie nazywa się zleceniodawcą (zlecający wykonanie określonych czynności) i zleceniobiorcą (wykonującym zlecenie).

## Przedmiot umowy
Przedmiotem umowy zlecenia jest wykonywanie określonej czynności prawnej na rzecz innego podmiotu. Umowę zlecenia określa się jako umowę starannego działania i przeciwstawia umowie o dzieło określanej umową rezultatu. Oznacza to, iż w umowie zlecenia ważna jest wykonywana praca (wykonywanie czynności) na rzecz zleceniodawcy, która niekoniecznie będzie prowadzić do określonego rezultatu – co jest przedmiotem umowy o dzieło. Zleceniobiorca ma obowiązek informować zleceniodawcę o przebiegu wykonywania umowy, a na zakończenie – przedstawić mu sprawozdanie z jej wykonania.

## Forma umowy
Umowa w przeciwieństwie do umowy o pracę nie musi być zawarta na piśmie. Strony mogą zawrzeć umowę-zlecenie także w formie ustnej, a wszelkie zmiany umowy zawarte w tej formie również mogą być wprowadzone w ten sam sposób. Jednakże przepisy szczególne mogą taki wymóg wprowadzić, np. formy pisemnej pod rygorem nieważności wymaga ustawa o działalności leczniczej w odniesieniu do świadczeń opieki zdrowotnej udzielanych na rzecz osób trzecich; ponadto w sytuacji braku ustawowego wymogu strony mogą same zastrzec w ramach swobody kształtowania umów formę szczególną pod określonym rygorem.

### Elementy danych na umowie
- Określenie stron umowy – dla osoby fizycznej: imiona, nazwiska, daty urodzenia, imiona rodziców, adresy zamieszkania oraz numery dokumentów obu stron umowy oraz numery PESEL stron. Natomiast dla osoby fizycznej prowadzącej działalność gospodarczą: nazwa działalności oraz Numer Identyfikacji Podatkowej. W przypadku spółki: nazwa spółki, adres siedziby, numer wpisu do Krajowego Rejestru Sądowego, a także osoby uprawnione do reprezentowania spółki. Na umowie zleceniu powinno widnieć też miejsce i data zawarcia umowy.
- Opis zlecenia i określenie zakresu współpracy – dokładny opis świadczenia zlecenia, obowiązki zleceniodawcy wobec zleceniobiorcy.
- Termin i wynagrodzenie – czas trwania zlecenia, z podaniem dnia jego rozpoczęcia oraz zakończenia (lub oznaczenie, że umowa jest na czas nieoznaczony), wysokość i rodzaj wynagrodzenia, a także forma i termin płatności.
- Odpowiedzialność – zapis regulujący sytuację niedopełnienia umowy, ustalenie konsekwencji takich zdarzeń (np. anulowanie zlecenia bądź pomniejszenie wynagrodzenia).
- Ponadto w umowie strony mogą zastrzec, że nie dopuszcza się powierzania zleconych czynności osobom trzecim. Można dodać również zapis, że w sprawach nieuregulowanych umową zastosowanie mają przepisy Kodeksu cywilnego (co jest jedynie potwierdzeniem), a także fakt, że wszelkie zmiany w umowie mogą być wprowadzane jedynie przez formę pisemną, pod rygorem nieważności. Oczywiście umowa powinna być własnoręcznie podpisana przez obie strony[1].

## Wynagrodzenie
Za wykonanie zlecenia zleceniobiorcy należy się wynagrodzenie. Zlecenie może być nieodpłatne, jednak brak wynagrodzenia powinien być zawarty w umowie. Przy braku dokładnego określenia wysokości wynagrodzenia należy się „wynagrodzenie odpowiadające wykonanym czynnościom”, przy ustalaniu którego bierze się pod uwagę czas poświęcony na wykonanie zlecenia, stopień skomplikowania czynności będących przedmiotem zlecenia, przygotowanie zawodowe zleceniobiorcy (jego profesjonalizm). Wynagrodzenie z umowy zlecenia przysługuje za samo „staranne działanie”, nie zaś za jego rezultat.

## Osoba fizyczna niebędąca przedsiębiorcą jako zleceniobiorca

### Stawka minimalna
Od początku 2017 roku zaczęły w Polsce obowiązywać znowelizowane przepisy w zakresie minimalnej stawki godzinowej wynagrodzenia przy umowach zlecenia. Gwarantowana stawka minimalna obejmuje osoby fizyczne nieprowadzące działalności gospodarczej (oraz osoby prowadzące jednoosobową działalność gospodarczą), które podpisują umowę z przedsiębiorcą lub inną jednostką organizacyjną. Przepisów tych nie stosuje się do umów zawieranych między osobami fizycznymi nieprowadzącymi działalności gospodarczej. Stawka minimalna przy umowach zlecenia od 1 stycznia 2017 roku wynosiła 13 zł brutto. Wiąże się to też z comiesięcznym rozliczaniem, jak również ewidencjonowaniem czasu przepracowanego na zleceniu. Od 1 stycznia 2025 roku minimalna stawka godzinowa wynosi 30,50 zł brutto.

### Opodatkowanie i oskładkowanie
Od wynagrodzenia brutto należy odprowadzić zaliczkę na podatek dochodowy w wysokości 17% świadczenia pomniejszonego o koszty uzyskania przychodu, pomniejszoną jeszcze o kwotę pobranej składki na ubezpieczenie zdrowotne nieprzekraczającej 7,75% podstawy wymiaru składki, a także składka na ubezpieczenie zdrowotne; ponadto odprowadzane są składki na ubezpieczenia społeczne: ubezpieczenie emerytalne i rentowe (nie są pobierane, jeśli zleceniobiorca ma status studenta), natomiast w odniesieniu do składki na ubezpieczenie chorobowe zleceniobiorca może dobrowolnie obciążyć swoje wynagrodzenie składką.
Jeżeli umowa-zlecenie to jedyne źródło dochodu, koszty zleceniodawcy są takie same, jak przy umowie o pracę. Różnica pojawia się w momencie, gdy zleceniobiorca jest studentem do 26. roku życia lub osiąga w innej firmie dochód w wysokości równej lub wyższej od minimalnego wynagrodzenia – wtedy pracodawca nie odprowadza od zleceniodawcy swojej części składek do ZUS oraz na Fundusz Pracy i Fundusz Gwarantowanych Świadczeń Pracowniczych.

### Umowa zlecenia a umowa o pracę
Jeżeli umowa zlecenie nie stanowi inaczej, to nie obowiązują m.in. przepisy ochronne dotyczące czasu pracy, prawo do urlopu, prawo do przerw w pracy ani okres wypowiedzenia. Umowę zlecenia odróżniają od umowy o pracę następujące cechy (chociaż umowa zlecenie może mieć poniższe cechy, jeżeli umowa tak stanowi):
- zleceniobiorca nie ma obowiązku wykonywania zlecenia w ściśle określonym miejscu ani czasie, nie jest też zależny od zleceniodawcy,
- zlecenie może być wykonane przez osobę trzecią,
- umowa niekoniecznie musi być odpłatna,
- umowa nie musi być zawarta na piśmie. Strony mogą zawrzeć umowę-zlecenie także w formie ustnej, a wszelkie zmiany umowy zawarte w tej formie również mogą być wprowadzone w ten sam sposób,
- wynagrodzenie nie musi być płatne co miesiąc,
- zleceniobiorca za szkodę wyrządzoną zleceniodawcy lub osobom trzecim w związku z wykonywanym zleceniem odpowiada całym swoim majątkiem,
- swoboda zarówno w zawieraniu, jak i rozwiązywaniu umowy,
- brak składek od zleceniobiorcy, który jest studentem, a także brak obowiązku odprowadzania składki chorobowej,
- brak ciągłego nadzoru zleceniodawcy nad zleceniobiorcą,
- wyższe wynagrodzenie netto oraz niższe koszty zleceniobiorcy dla zleceniodawcy,
- brak przywilejów wynikających z umowy o pracę, itp.
- zleceniobiorca, który wykonuje umowę zlecenia w okresie urlopu bezpłatnego, może podlegać innym zasadom dotyczącym składek ZUS, co jest zależne od konkretnych warunków umowy i obowiązujących przepisów.